# جيمس ميلس
جيمس ميلس (بالإنجليزية: James Mills)‏ (1932)؛ كاتب سيناريو وروائي أمريكي.

## روابط خارجية
- جيمس ميلس على موقع IMDb (الإنجليزية)
- جيمس ميلس على موقع أول موفي (الإنجليزية)
- جيمس ميلس على موقع أول موفي (الإنجليزية)
- جيمس ميلس على موقع قاعدة بيانات الأفلام السويدية (السويدية)
- جيمس ميلس على موقع قاعدة بيانات الفيلم (الإنجليزية)
- جيمس ميلس على موقع كينوبويسك (الروسية)